# Megaselia versicolor
Megaselia versicolor är en tvåvingeart som beskrevs av Borgmeier 1967. Megaselia versicolor ingår i släktet Megaselia och familjen puckelflugor. Inga underarter finns listade i Catalogue of Life.